# ألان كاسويل
ألان كاسويل (بالإنجليزية: Allan Caswell)‏ هو كاتب أغاني أسترالي، ولد في 9 مارس 1952 في تشستر في المملكة المتحدة.

## وصلات خارجية
- ألان كاسويل على موقع IMDb (الإنجليزية)
- ألان كاسويل على موقع ميوزك برينز (الإنجليزية)
- ألان كاسويل على موقع ديسكوغز (الإنجليزية)